# St. Gallus (Urberach)

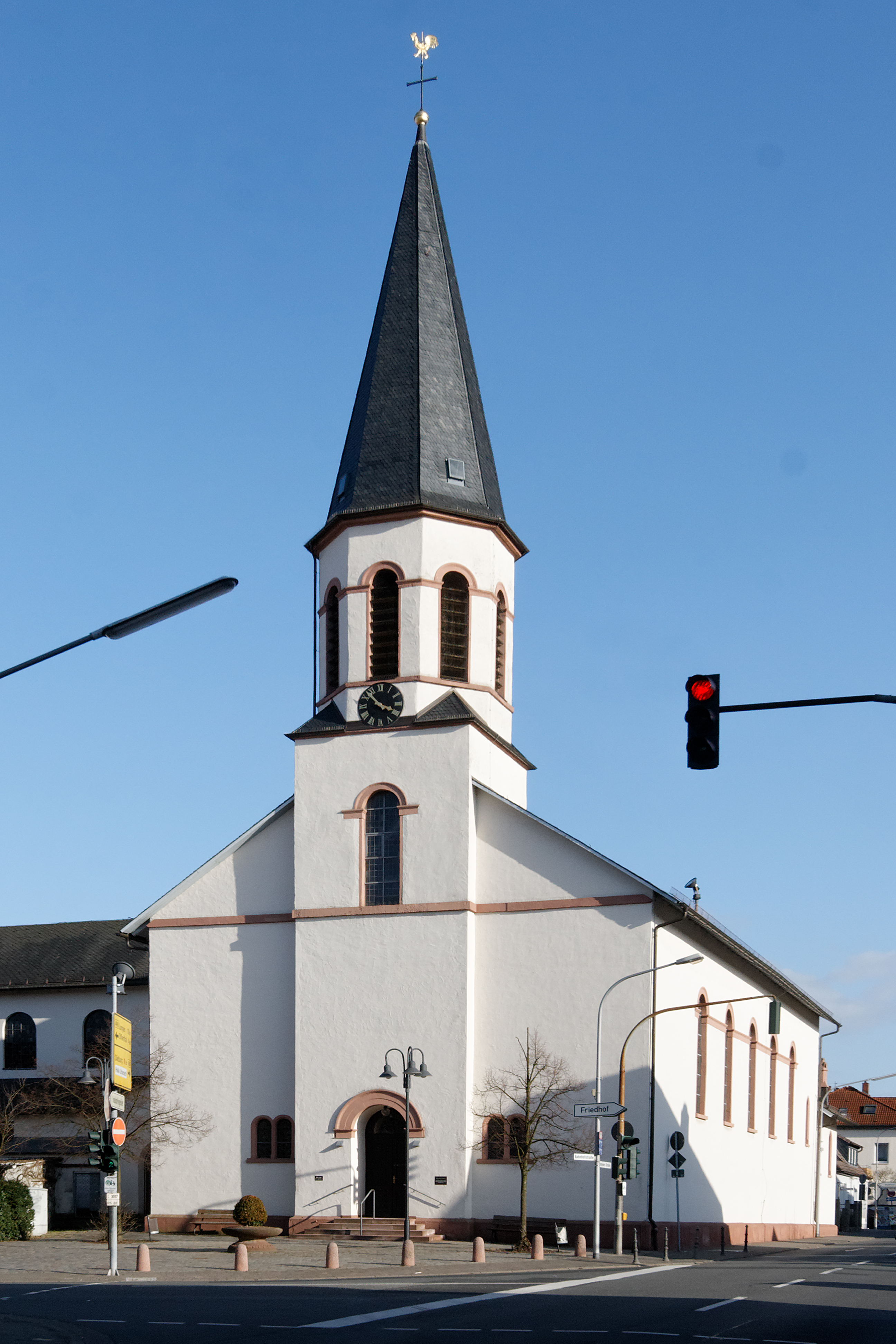
Die katholische Pfarrkirche St. Gallus in Urberach von 1821

Die römisch-katholische Pfarrkirche St. Gallus ist ein klassizistisches Kirchengebäude im Rödermärker Stadtteil Urberach, das zum Pastoralraum Rodgau-Rödermark der Region Mainlinie im Bistum Mainz gehört. Die Kirche steht unter dem Patrozinium des heiligen Gallus und gilt als Wahrzeichen Urberachs.

## Geschichte

### Christliche Anfänge
Es ist anzunehmen, dass das Christentum bereits zur Zeit der römischen Besatzung in die Gegend um Urberach gelangte. Als erster gesicherter Beleg für die Christianisierung der Region kann die Gründung des Klosters Rotaha angesehen werden. Vermutlich auf dem Kirchhügel in Ober-Roden oder in der Nähe des heutigen Rodgauer Ortsteils Rollwald gelegen, sollte von dieser Keimzelle aus im Sinne der christlichen Lehre Einfluss auf die Umgebung (und somit auch auf das heutige Urberach) genommen werden.

### Erster Kirchenbau und Kirchenneubau 1821
Man geht heute davon aus, dass bereits gegen Ende des 13. Jahrhunderts ein Kirchengebäude in Urberach existierte, das sich in der Nähe des heutigen Rathauses der Stadt Rödermark befand. Gesichert ist das Bestehen eines Kirchengebäudes allerdings erst um das Jahr 1500, da in einer Gerichtsordnung aus dieser Zeit von einem „Glöckner von Urberach“ die Rede ist. Dies legt nahe, dass zu jener Zeit bereits eine Kirche im Ort bestanden haben muss. Sie war Filialkirche von Ober-Roden, d. h. noch keine eigenständige Pfarrkirche.
Obwohl die alte Urberacher Kirche schon im Jahr 1779 für baufällig erklärt worden war, begannen die Abrissarbeiten erst 1816 und dauerten bis 1819 an. Dies kann wohl u. a. auf Streitigkeiten, wer für die Kosten des neuen Kirchenbaus aufzukommen habe, zurückzuführen sein. Gottesdienste wurden bis zur Fertigstellung des Neubaus übergangsweise im zweiten Stock des Urberacher Schulhauses gefeiert.
Im September 1821 wurde mit dem Neubau der Kirche nach Plänen des Großherzoglich-Hessen-Darmstädtischen Oberbaurates Georg Moller begonnen. Nach etwa zweijähriger Bauzeit konnte der Neubau im April 1823 mit bischöflicher Vollmacht benediziert und seiner Bestimmung übergeben werden.
Die erste Orgel wurde 1839/1840 von der Französisch-Reformierten Gemeinde in Offenbach erworben und in der St.-Gallus-Kirche wiederaufgebaut.
1842 wurde die Gemeinde Urberach von der Mutterpfarrei Ober-Roden getrennt und zu einer eigenständigen Pfarrei erhoben. Damit einhergehend verpflichtete sie sich, ein neues Pfarrhaus zu bauen und aufrechtzuerhalten sowie zur Finanzierung des Lebensunterhalts des Priesters der Pfarrei beizutragen.
In den folgenden Jahren wurden viele Veränderungen an der Kirche vorgenommen. 1856 wurde das niedrige Kuppeldach des Kirchturms durch den heutigen hohen Spitzhelm ersetzt. Weitere Umbaumaßnahmen folgten 1879: Die halbrunde Apsis (Altarnische) wurde um zehn Meter nach außen versetzt, wodurch ein geräumiger Chorraum entstand. Auch die Wände rechts und links des Chorraums wurden versetzt, sodass sich zu beiden Seiten Platz für je einen Seitenaltar und einen Sakristeianbau bot. Auf der Gegenseite, d. h. rechts und links vom Turm unter der Empore, befanden sich zwei abgeschlossene, unbelichtete, nur vom Turm aus begehbare Räume, die zur Kirche hin geöffnet wurden. Zu ihrer Belichtung wurden je zwei kleine Fenster in die Außenmauern neben dem Turm gebrochen.
Eine weitere Renovierung folgte 1892, die vermutlich der Vorbereitung auf die feierliche Konsekration der Kirche im September 1892 diente. 1894 wurde schließlich auch die Orgel durch ein neues Instrument des Orgelbaumeisters B. Schlimbach aus Würzburg ersetzt.

### Erweiterungsplanungen im 20. Jahrhundert

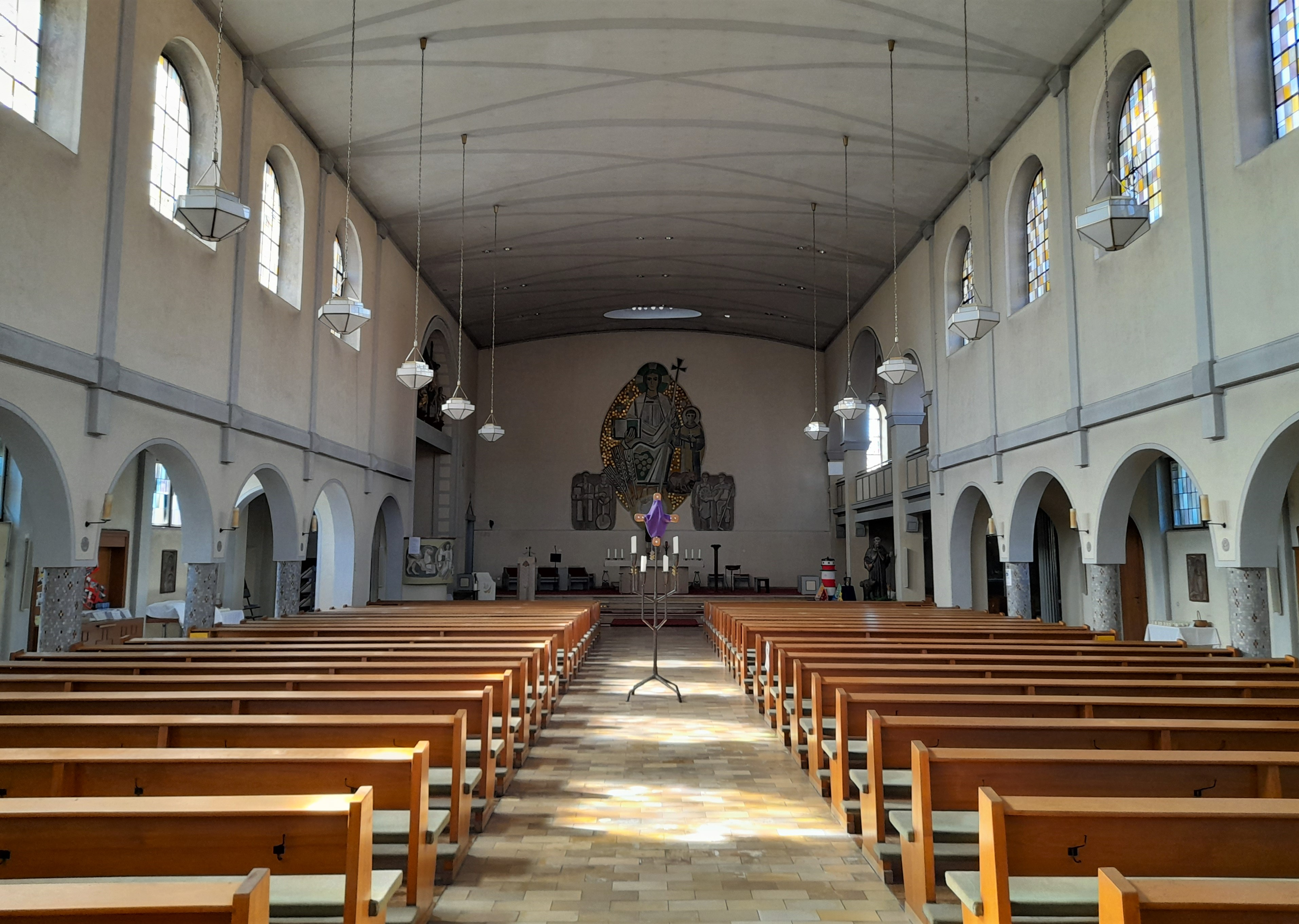
Der Innenraum der Kirche in seiner heutigen Gestaltung.

Zu Beginn des 20. Jahrhunderts war die Urberacher Gemeinde so groß geworden, dass das Kirchengebäude die Gläubigen kaum mehr fassen konnte. Daher beschloss der Kirchenvorstand 1911 eine Erweiterung der bereits bestehenden Kirche.
Die ersten Pläne dafür wurden 1913 von dem Architekten Ludwig Becker aus Mainz angefertigt sowie beim Kreisratsamt und Denkmalsrat eingereicht. Die Ausführung war ursprünglich für 1915 geplant, konnte jedoch aufgrund des Ersten Weltkriegs nicht umgesetzt werden. Die weitere Umsetzung des Erweiterungsbaus verlief schleppend. Erst im November 1924 wurden die Bauarbeiten zur Erweiterung der Kirche trotz Hyperinflation im Jahr zuvor wieder aufgenommen. Es wurde zunächst mit dem Anfahren von Steinen für den Kirchenbau und der Durchführung von monatlichen Haussammlungen zur Finanzierung des Kirchenbaus begonnen. Als Notkirche während der Baumaßnahmen wurde zwischen 1927 und 1930 das „Gallusheim“ errichtet, das heute als Gemeindehaus fungiert.
1935 beschloss der Kirchenvorstand, die ersten Pläne von Becker (1913) zu verwerfen und stattdessen Ferdinand Wagner, Sohn eines gebürtigen Urberachers, als weiteren Baumeister hinzuzuziehen. Er fertigte 1936 neue Pläne an, die im Kirchenvorstand und in der Bevölkerung auf Zustimmung stießen. Grundidee war der Bau eines neuen Kirchenschiffs, das senkrecht zum alten Kirchenschiff stehen sollte. Mit dem Beginn des Zweiten Weltkriegs 1939 wurde jedoch die Umsetzung der Erweiterungsmaßnahmen erneut verhindert. Auch in der unmittelbaren Nachkriegszeit war die Umsetzung der Erweiterungsbaumaßnahmen nicht möglich, man beschränkte sich stattdessen auf eine gründliche Renovierung der Kirche, die 1949 ausgeführt wurde. Unter künstlerischer Beratung von Josef Plum aus Mainz wurde dabei die Ausmalung der Kirche überstrichen.
1955 begannen die mittlerweile dringend notwendig gewordenen Erweiterungsbauarbeiten. Unter Mithilfe vieler Pfarrangehöriger wurde das inzwischen verwurmte und nagelfaule Dach neu eingedeckt, der große Mauerdurchbruch vollzogen und der Erweiterungsbau an die bestehende Kirche angebracht. Für die künstlerische Ausgestaltung des Erweiterungsbaus war der Maler Hans Wagner, Bruder des Architekten Ferdinand Wagner, zuständig. 1956 wurde das neu erweiterte Gotteshaus konsekriert.

### Renovierung 1979
Die Renovierung 1979 war vor allem mit einer völligen Neugestaltung des Altarraums verbunden, der nach der Liturgiereform des Zweiten Vatikanischen Konzils nicht mehr zeitgemäß gestaltet war. Der noch vorhandene steinerne Hauptaltar wurde weiter von der Wand des Chorraums abgerückt, sodass der Priester nun den Gläubigen zugewandt die Messe zelebrieren konnte. Die Altarplatte wurde dabei mit einem neuen Sockel versehen, der gestalterisch stark an den neuen Ambo und den Sockel des nun freistehenden Tabernakels angelehnt war. Das Kommuniongitter, das den Altarraum vom Kirchenschiff trennte, wurde entfernt und stattdessen vor dem Marienaltar aufgebaut. Die inzwischen nicht mehr funktionstüchtige Schlimbach-Orgel wurde durch ein neues Instrument der Firma Wagenbach aus Limburg mit 21 Registern ersetzt. Im Oktober 1979 erfolgte die Einweihung von Orgel und Altar.

### Renovierung 1986
Im Zug der Renovierungsarbeiten 1986 erhielt die Pfarrkirche St. Gallus ihr heutiges Aussehen. Geleitet wurden die Arbeiten von den Architekten Siegbert Huther und Christos Karawassilis aus Ober-Roden. Neben dem Einbau einer neuen Heizung, neuen Beleuchtung und einer kompletten Wärmeisolierung wurden vor allem Veränderungen in der Gestaltung des Innenraums vorgenommen. Mit Ausnahme des Altarbildes wurden die Innenwände der Kirche komplett neu gestaltet. Die zuvor kahlen Wände des Hauptschiffes wurden dabei durch Lisenen und geometrische Bemalung optisch gegliedert und die Schmuckelemente an Altar, Ambo und Tabernakel in Blattgold gefasst.
In der Marienkapelle wurde das Mittelfenster der Apsis, das 1956 zugemauert worden war, wieder geöffnet, wodurch das einzige erhaltene Glasfenster der Erweiterung 1879 zum Vorschein kam. Die Wände der Marienkapelle wurden nach alten Vorbildern mit Holz vertäfelt und die Decke erhielt eine Sternenhimmelbemalung. Auch ein Altar aus dem Stiftungsfundus des Bistums Mainz, der dem Altar aus dem Jahre 1872 sehr ähnlich war, wurde dort neu aufgestellt und im Joch der Kapelle eine Kreuzigungsgruppe auf einem neu eingezogenen Lettnerbalken wiederangebracht.

## Beschreibung der Kirche

### Altarraum

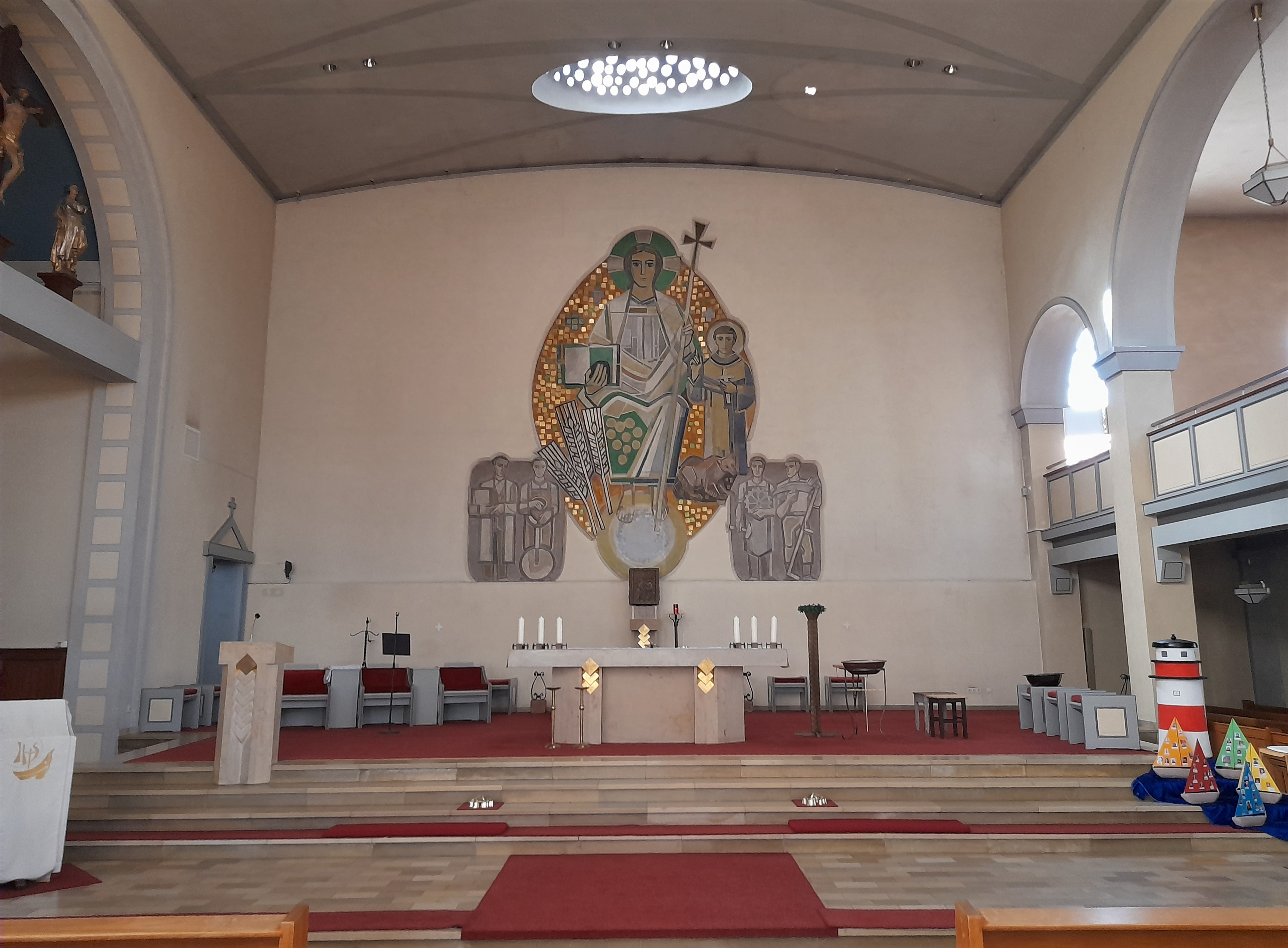
Der Altarraum der Kirche wird vom großflächigen Altarbild dominiert.

Im Zentrum des Altarraums befindet sich der Hauptaltar. Die Altarplatte aus dem Jahr 1956 besteht aus Marmor und enthält in einer kleinen Aussparung, dem Reliquiengrab, die Reliquien der drei Heiligen und Märtyrer Bonifatius, Eutropius und Mansueta. Bedeckt wird sie von einem weißen Tuch, das neben der Tischform des Altars den Mahlcharakter des Gottesdienstes verdeutlicht. 
In der Mitte der Wand des Chorraums hinter dem Altar befindet sich ein großflächiges Altarbild. Es wurde bei der Erweiterung von 1956 vom Maler Hans Wagner entworfen und zeigt in einer Mandorla Jesus Christus als Pantokrator auf einem Thron sitzend. In seiner Rechten hält er ein Buch, in dem die bösen Taten der Menschen verzeichnet waren und einen Schwamm, mit dem er die Taten ausgelöscht hat; in seiner Linken hält er ein Kreuz. Zu seinen Füßen liegt die Weltkugel, aus der Ähren und Weintrauben sprießen, die symbolisch für die liturgischen Opfergaben von Brot und Wein stehen. Links und rechts von der Weltkugel stehen vier Personen, die die vier Stände in Urberach symbolisieren sollen: ein Kaufmann mit weißem Arbeitskittel und Schreibblock in der Hand, ein Töpfer mit Töpferscheibe, ein Stahlwerker oder Schmied mit Hammer und Zahnrad sowie ein Bauer mit Sense. Zu Jesu Linken steht segnend mit erhobener Hand der Mönch St. Gallus, Kirchenpatron der Gemeinde St. Gallus, und sein Bär-Gefährte.
Direkt unterhalb des Altarbildes hinter dem Hauptaltar befindet sich der auf einem marmornen Sockel freistehende Tabernakel. An der linken vorderen Ecke des Altarraumes befindet sich die Kanzel, von der aus früher gepredigt wurde. Sie wurde bei der großen Erweiterung 1956 gebaut, 1999 restauriert und ist verziert mit den Symbolen der vier Evangelisten: einem Löwen (Markus), einem geflügelten Menschen (Matthäus), einem Stier (Lukas) und einem Adler (Johannes). Auch eine Holzstatue des Heiligen Gallus mit seinem Bären befindet sich im Altarraum. Sie stammt aus dem Grödner Tal in Südtirol.

### Marienkapelle

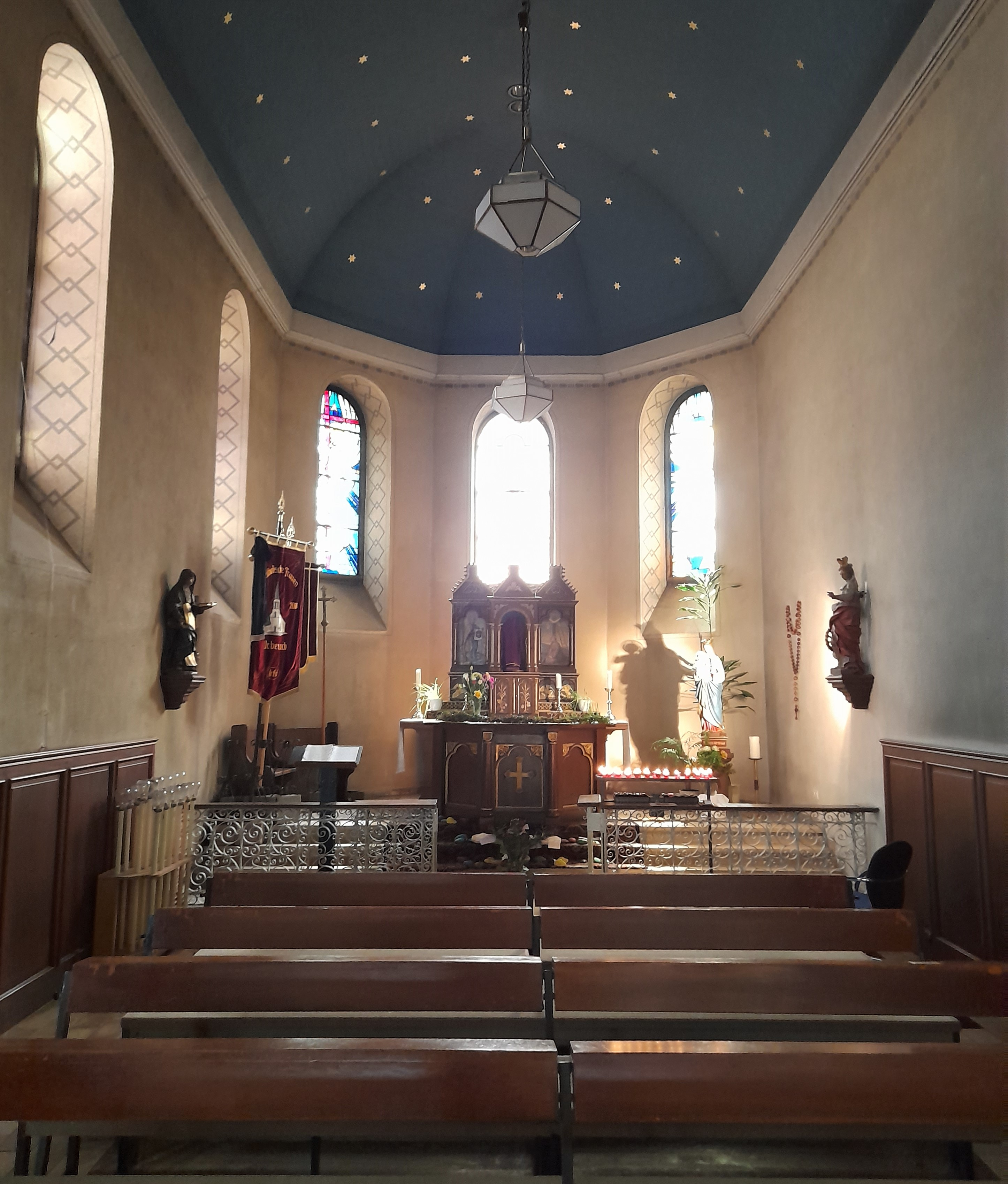
Die heutige Marienkapelle beherbergte einst den Altarraum, bevor die Kirche 1955 um einen großräumigen Anbau nach Nordosten erweitert wurde.

Der Altar in der Marienkapelle wurde im Zuge der Innenrenovierung 1986 aus dem Stiftungsfundus des Bistums Mainz entnommen. Er wurde aufgrund seiner Ähnlichkeit zu dem 1872 dort stehenden Altar ausgewählt. Dazu passend wurde ein Voraltar aus alten Teilen neu zusammengebaut. Der Altaraufsatz weist mittig im unteren Bereich einen Tabernakel auf. Über dem Tabernakel ist ein kleines Kruzifix als Altarkreuz angebracht. Links vom Kruzifix befindet sich ein Tafelbild der hl. Veronika mit Schweißtuch, rechts davon ein Bild der Maria aus Magdala, die unter dem leeren Kreuz kauert und um Jesus trauert. Unterhalb der Tafelbilder befinden sich in Goldfarbe gemalt die „vier lebenden Wesen“ der Johannes-Offenbarung; sie symbolisieren die vier Evangelisten Markus, Matthäus, Lukas und Johannes.
Das mittlere Fenster der Apsis ist das einzige erhaltene Glasfenster aus der Erweiterung der Kirche 1879 und wurde bei den Renovierungsarbeiten 1986 wieder freigelegt. Es zeigt in seiner Mitte Jesus in der sogenannten Herz-Jesu-Darstellung. Das Fenster in der Apsis links davon zeigt einen Engel mit Kreuz, das Fenster in der Apsis rechts davon einen Engel mit Posaune; beide wurden aus ästhetischen Gründen zur Anpassung an das mittlere Fenster nachgedunkelt.
Links im Altarraum der Marienkapelle befindet sich eine Figur der hl. Klara von Assisi, dargestellt als Nonne mit einem Buch in der Hand. Auf der rechten Seite stehen eine Marienstatue mit Jesuskind, eine Figur der hl. Katharina von Alexandria sowie eine griechische Ikone, die „Unsere Liebe Frau von der immerwährenden Hilfe“ im byzantinischen Stil darstellt.
Im Bogen, der von der Marienkapelle in den Altarraum überleitet, befindet sich der Lettner mit der Kreuzigungsgruppe. Links vom Kreuz steht Maria, die Mutter Jesu, rechts davon Johannes, Jesu Lieblingsjünger. Das Kruzifix in der Mitte stammt noch aus der alten Urberacher Kirche, während Marien- und Johannisstatue dem Stiftungsfundus des Mainzer Bistums entnommen worden. Der Lettner stellt die biblische Szene dar, in der Jesus in seiner Todesstunde Johannes Maria als seine Mutter anvertraut.

### Unter der Orgelempore
An der Wand zur Straßenseite hin unter der Orgelempore befindet sich der Josefsaltar, der dem hl. Josef gewidmet ist. Er wurde 1956 vom Kirchenchor gestiftet. Die Heiligenfigur zeigt Josef als jungen Mann, der eine Zimmermannsschürze trägt und eine Säge in der Hand hält. Links von der Figur ist ein Bild angebracht, das Josef und Maria auf der Flucht nach Ägypten zeigt, rechts von ihr ein Bild, das Josef und den jungen Jesus gemeinsam bei der Zimmermannsarbeit abbildet.
Rechts vom Ausgang unter dem Turm befindet sich eine kleine Seitenkapelle, die sogenannte Rosenkranzkapelle. Hier steht die Rosenkranzmadonna, die sich ursprünglich über dem Altar der Marienkapelle befand. Sie ist umgeben von einem Strahlenkranz mit kleinen Symbolen, die die je fünf „Geheimnisse“ des freudenreichen, schmerzhaften und glorreichen Rosenkranzes darstellen. Die Figur wurde von Hans Wagner 1956 nach einem Entwurf des Pfarrers Johannes Felix Schmidt aus Ton geschaffen, der Strahlenkranz stammt von Franz Weber und wurde in der Werkstatt der Telefonbau und Normalzeit GmbH hergestellt.

### Hauptschiff

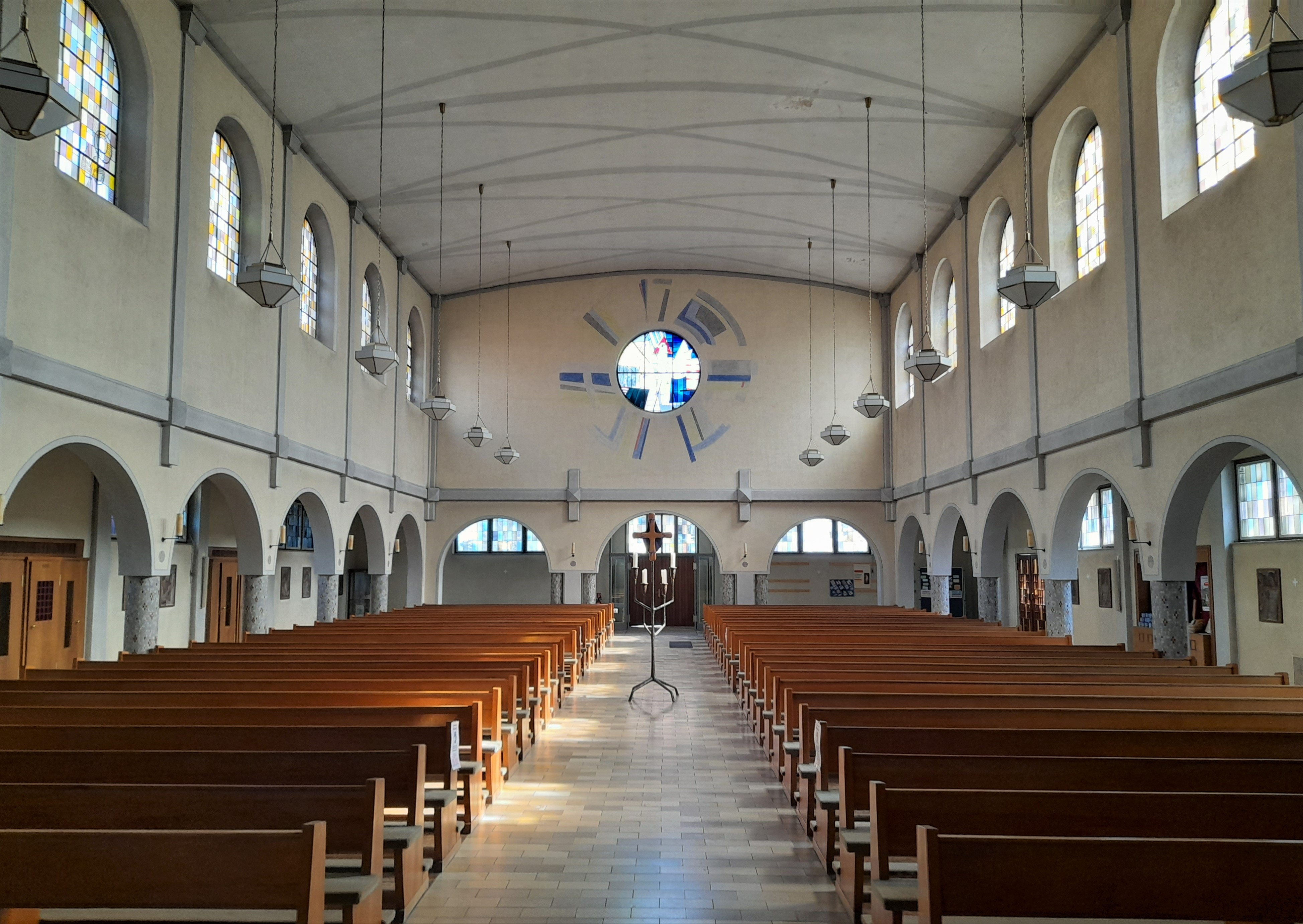
Der 1955/56 entstandene Erweiterungsbau dient als Hauptschiff der Urberacher Pfarrkirche.

Die Kirchenfenster des Hauptschiffes wurden bei der Erweiterung 1956 von dem jungen Glaskünstler Alois Plum aus Mainz-Weisenau gestaltet und von der Kunstglaswerkstätte Derix in Taunusstein hergestellt. Sie sind sehr schlicht gehalten und geben Symbole aus der Schöpfung wieder mit dem Ziel, die Schöpfung symbolisch nachzuzeichnen. Ein großes Rundfenster in der Nordostfassade zeigt den Heiligen Geist in Taubengestalt. Hinter seinem Kopf befindet sich ein rotes Dreieck, das die Dreifaltigkeit Gottes symbolisieren soll.
An den Pfeilern, die das Hauptschiff von den Seitengängen trennen, sind die sogenannten Apostelleuchter (zu Ehren der zwölf Apostel Jesu) angebracht. An diesen Stellen wurde die Kirche bei ihrer Weihe vom Bischof mit Chrisam gesalbt.
An den Wänden der Seitengänge befinden sich 14 Bilder (Stationen), die in ihrer Gesamtheit den Kreuzweg der Kirche bilden. Sie wurden von Josef Plum aus Mainz-Weisenau, dem Vater von Alois Weisenau, gestaltet.

### Turm
Der mit einer Uhr versehene Glockenturm der Kirche trägt auf seiner Spitze einen vergoldeten, auf einem Kreuz sitzenden Hahn, der als Wetterfahne dient. Zudem enthält er das aus drei Glocken (Herz-Jesu-Glocke, Marienglocke, Josefsglocke) bestehende Geläut der Kirche. Es stammt aus der Glockengießerei Rincker bei Gießen und ersetzte die alten Glocken aus Apolda, die 1942 im Zuge des Krieges beschlagnahmt wurden.

### Galerie zur Innenraumausstattung

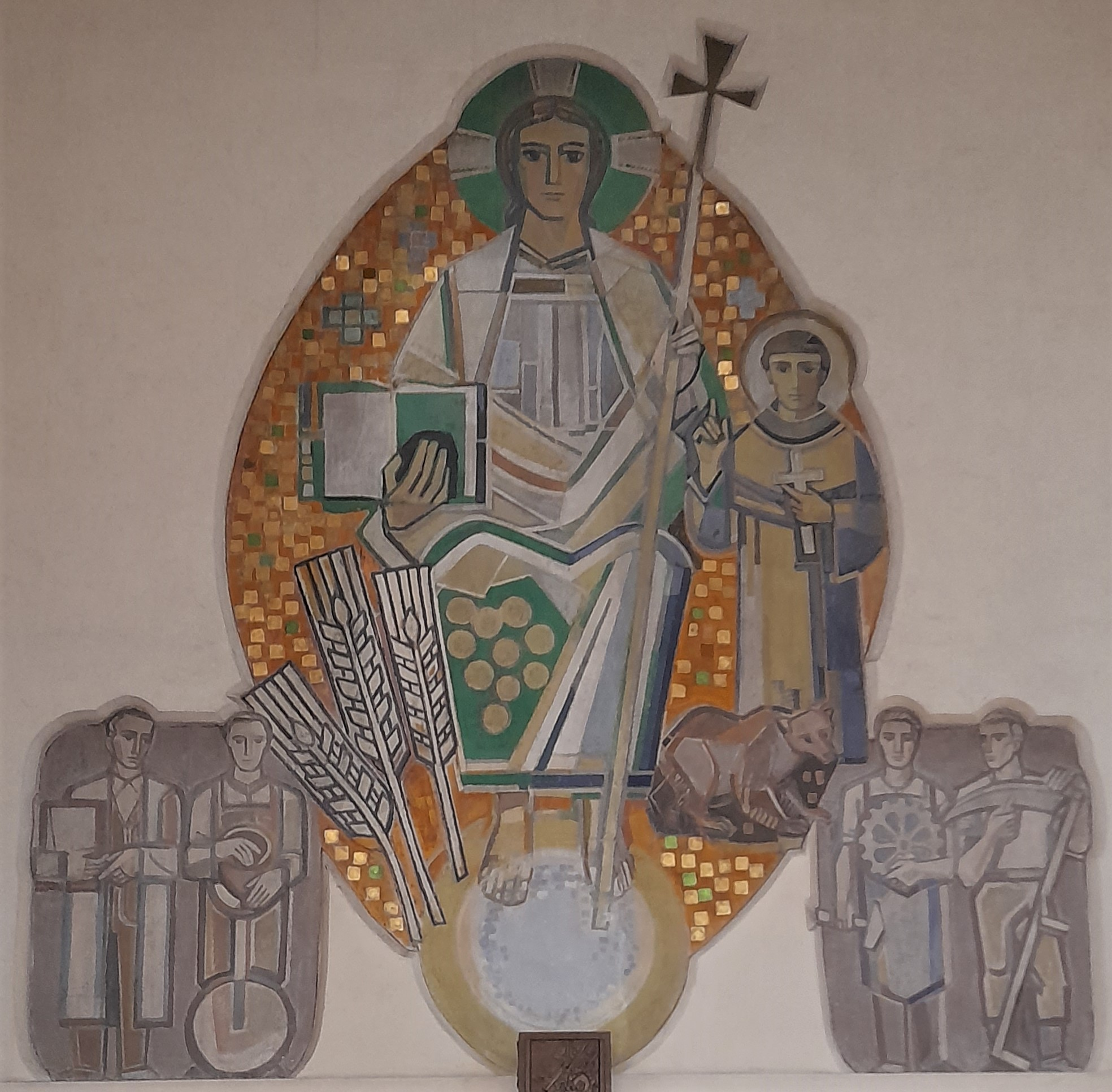
Das Altarbild zeigt Jesus als Pantokrator. Neben ihm steht der heilige Gallus mit seinem Bären, unter ihm die vier Stände Urberachs.
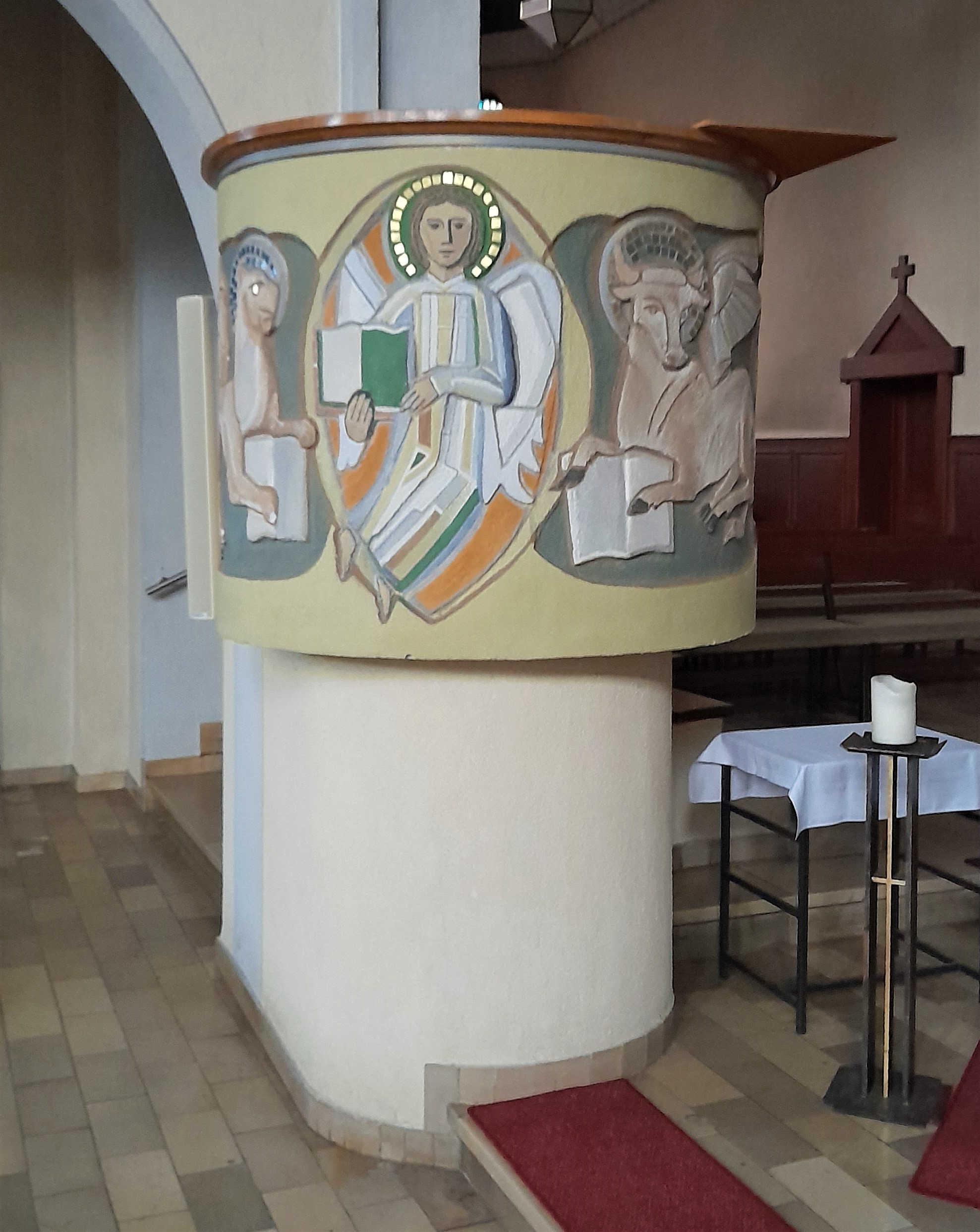
Die Kanzel von 1956 ist geziert von den Symbolen der vier Evangelisten Matthäus, Markus, Lukas und Johannes.
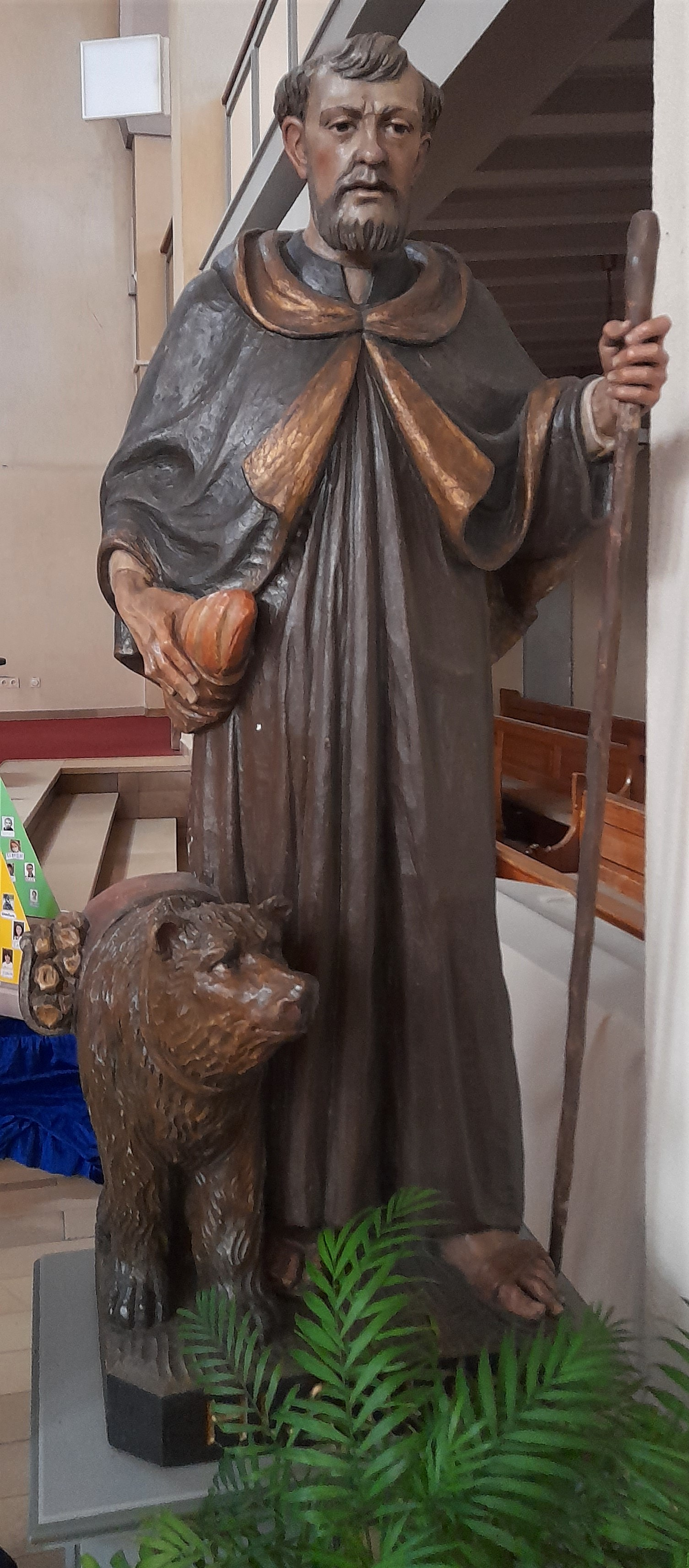
Die Holzstatue des heiligen Gallus mit seinem Bären wurde im Grödner Tal in Südtirol angefertigt.
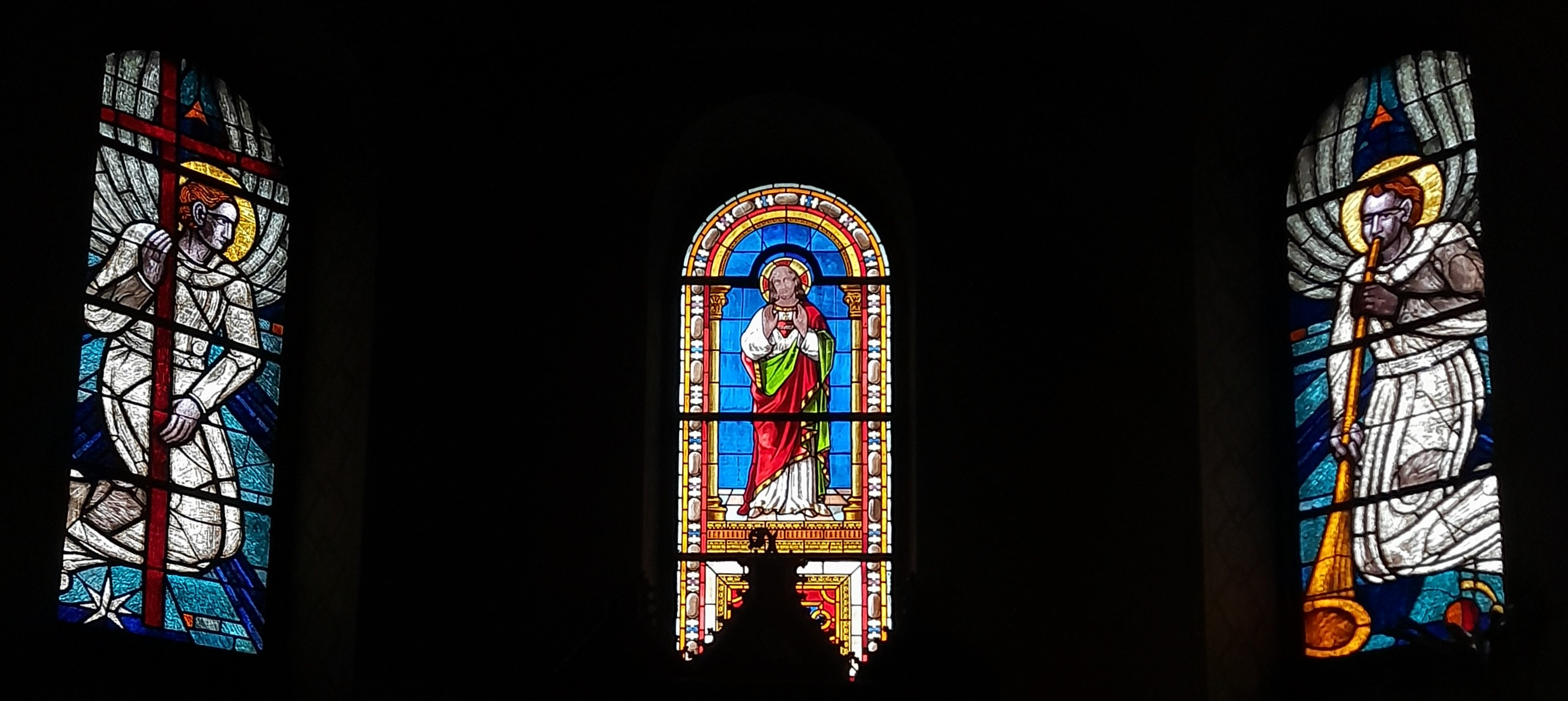
Die Fenster der Marienkapelle zeigen Christus in der Herz-Jesu-Darstellung, der von zwei Engeln flankiert wird.
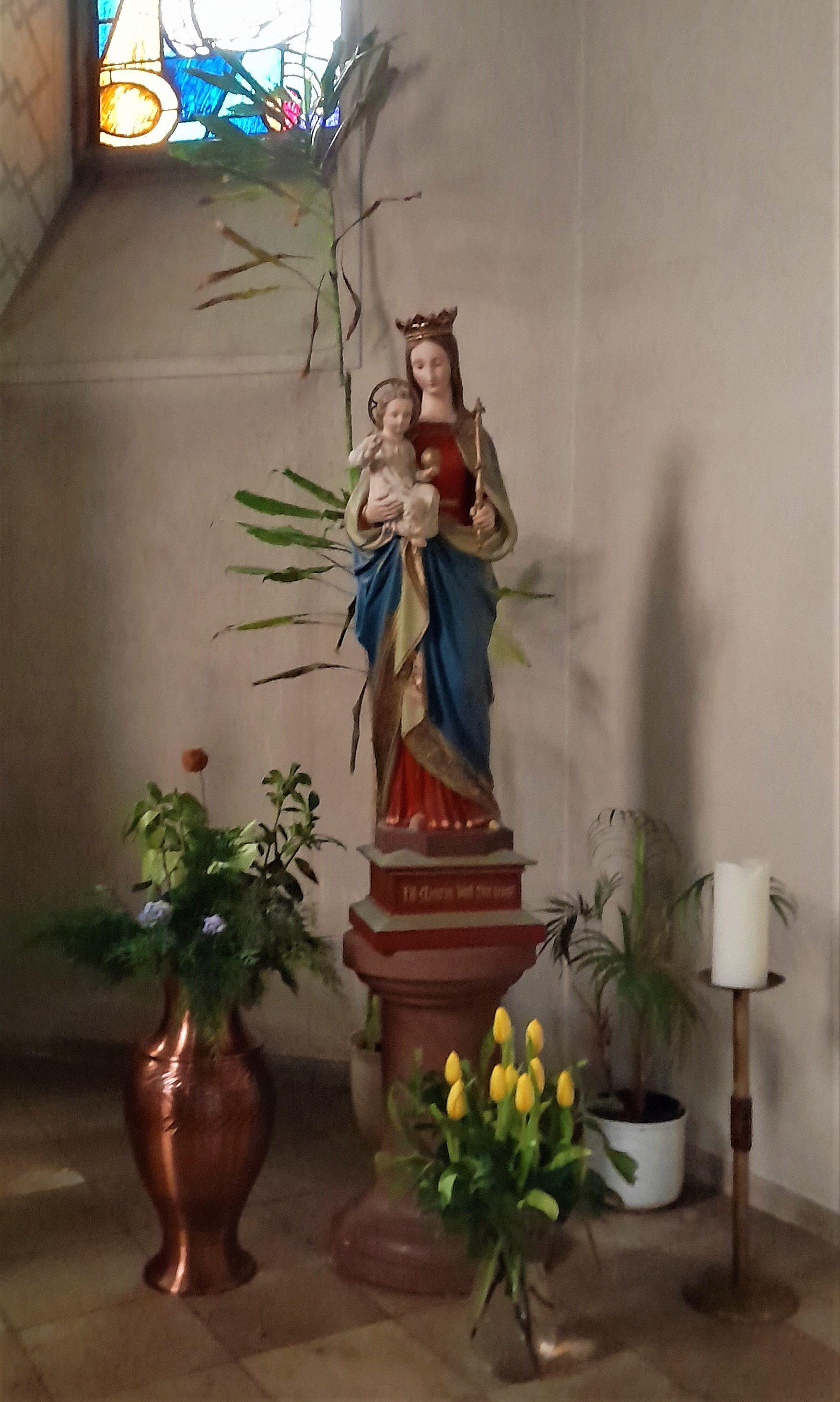
Die Statue der heiligen Maria mit Jesuskind befindet sich unmittelbar neben dem Altar der Marienkapelle.
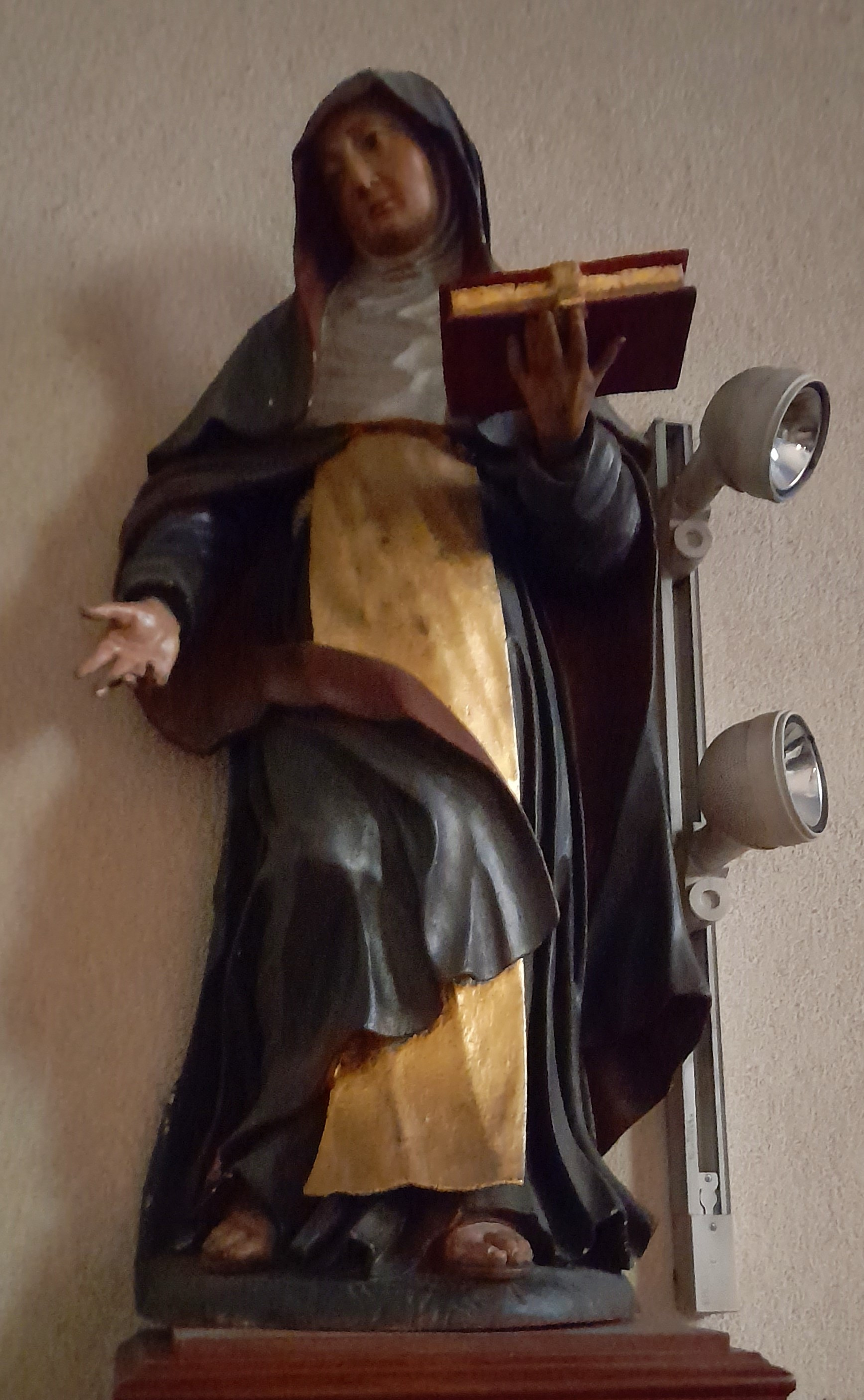
Die Statue der heiligen Klara von Assisi ziert die linke Wand der Marienkapelle.
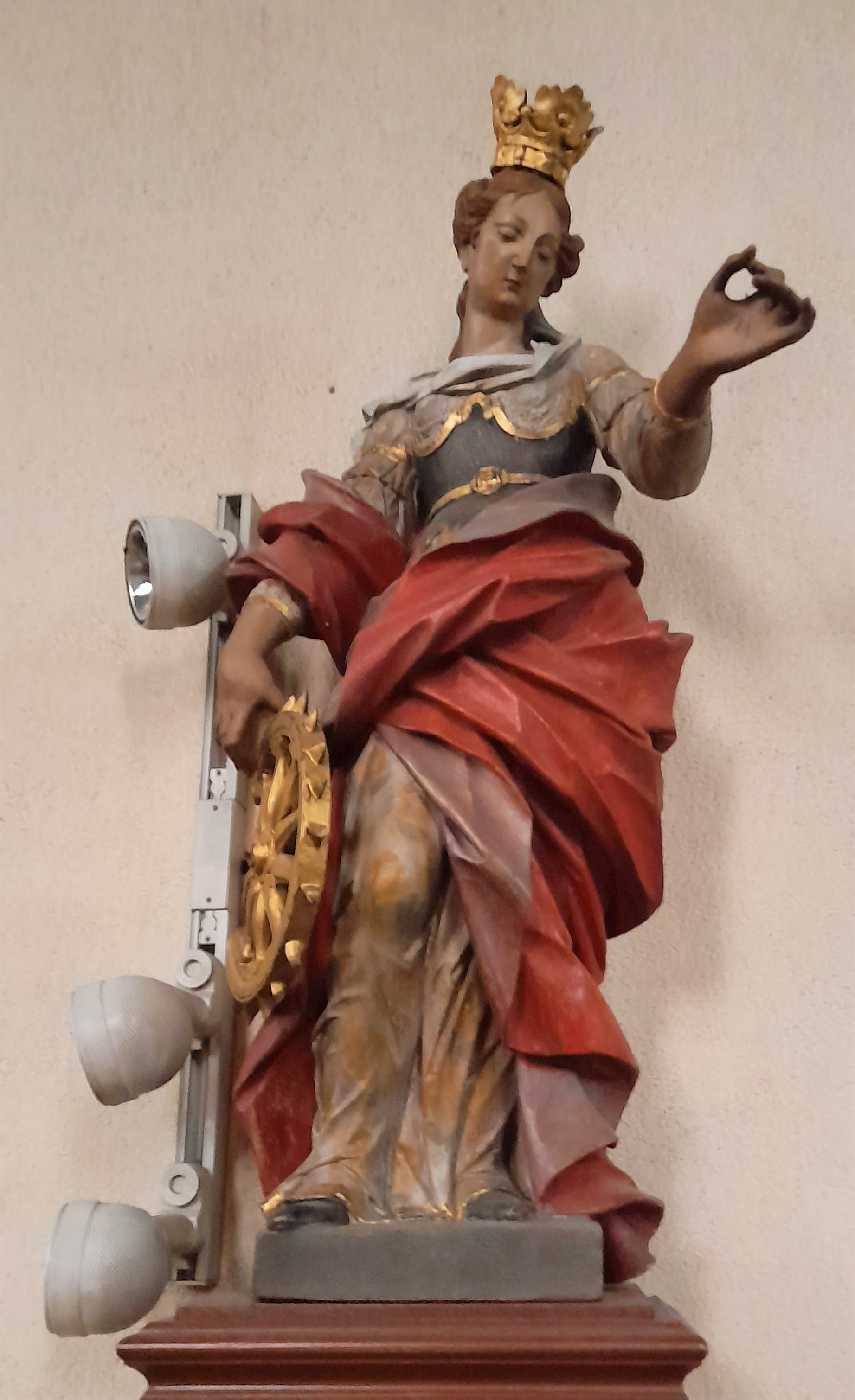
Die Statue der heiligen Katharina von Alexandria ist an der rechten Wand der Marienkapelle zu finden.
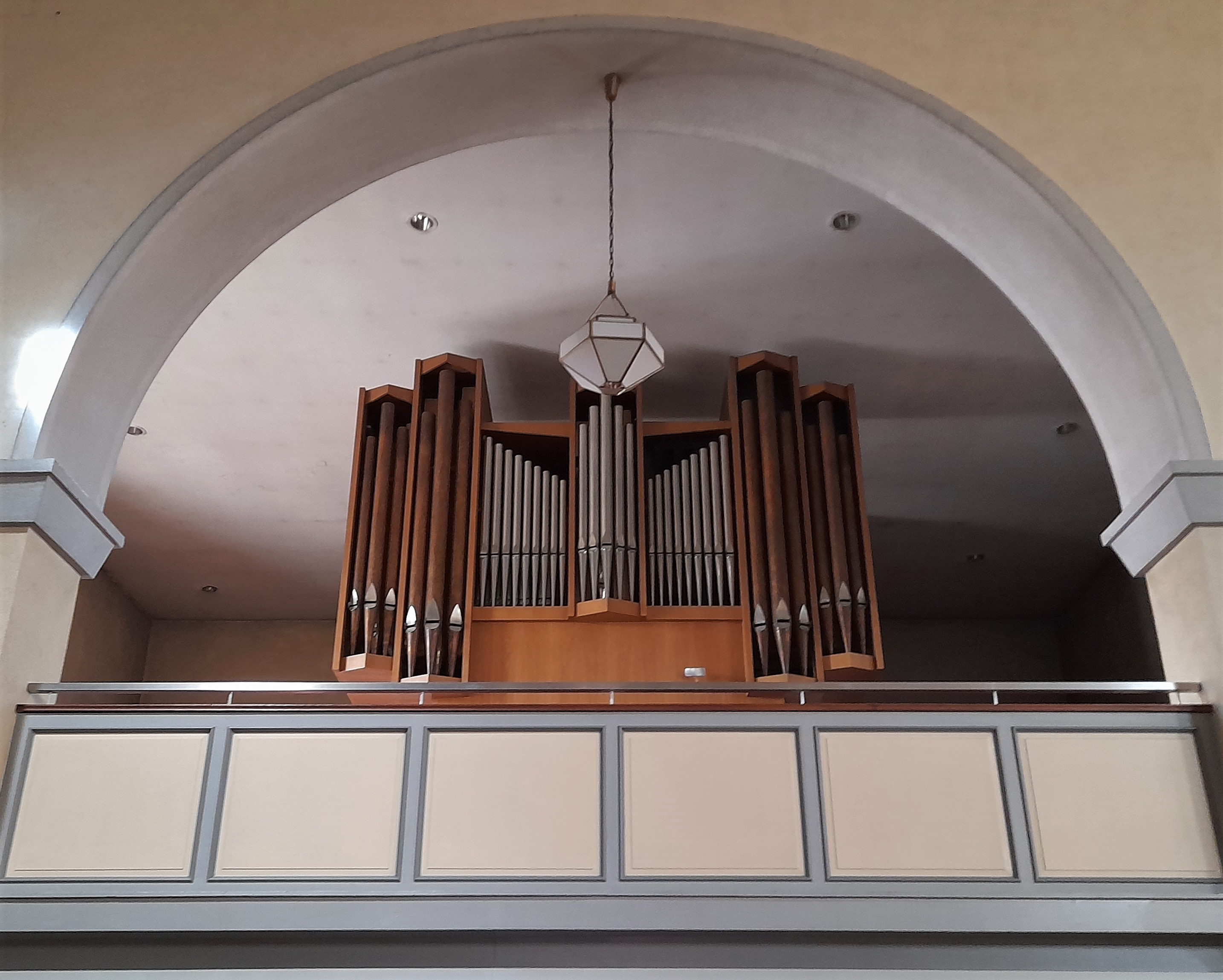
Die heutige Orgel stammt von der Firma Wagenbach aus Limburg. Sie besitzt 21 Register.
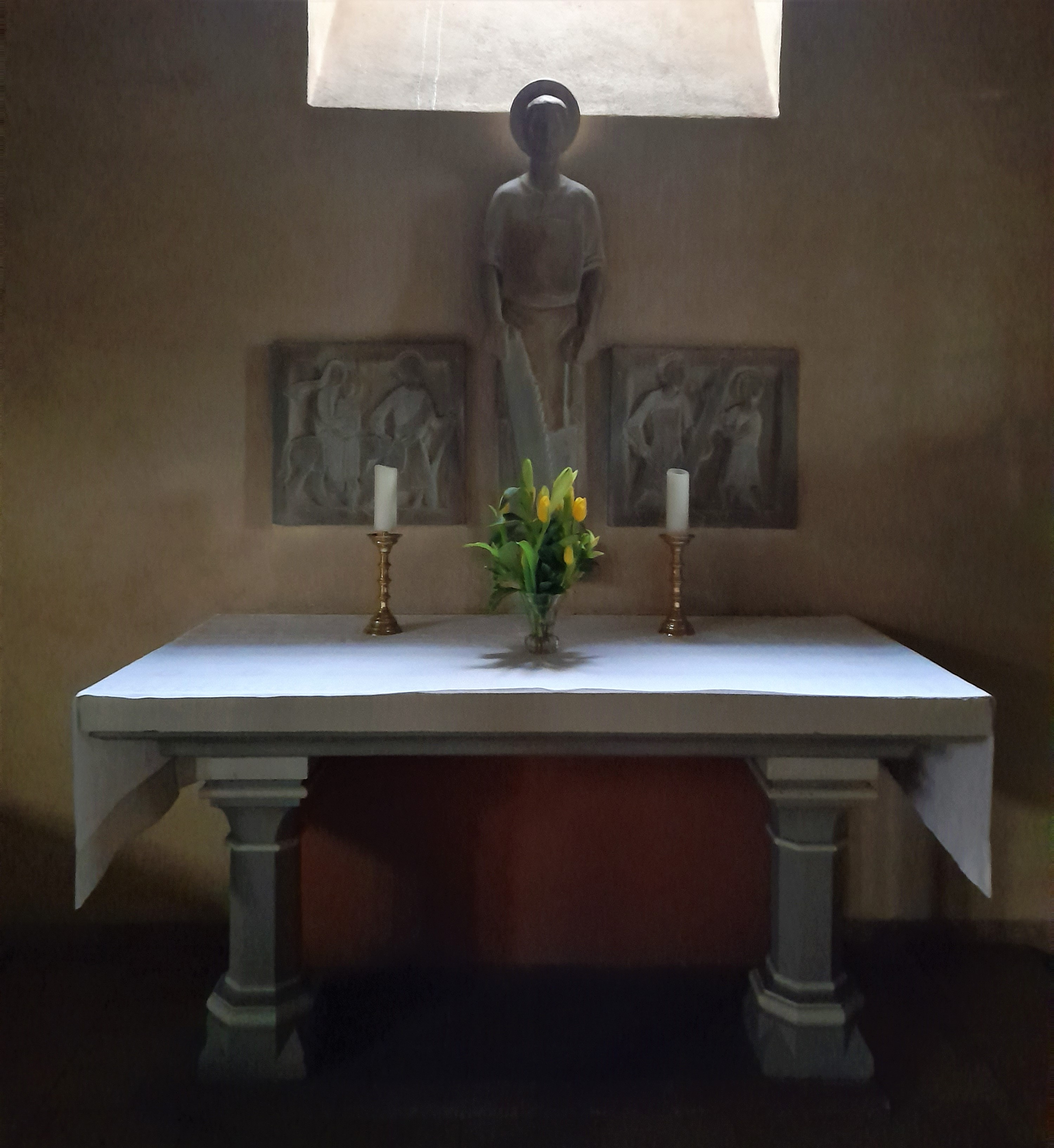
Der Josefsaltar unter der Orgelempore wurde 1956 vom Kirchenchor der Gemeinde gestiftet.
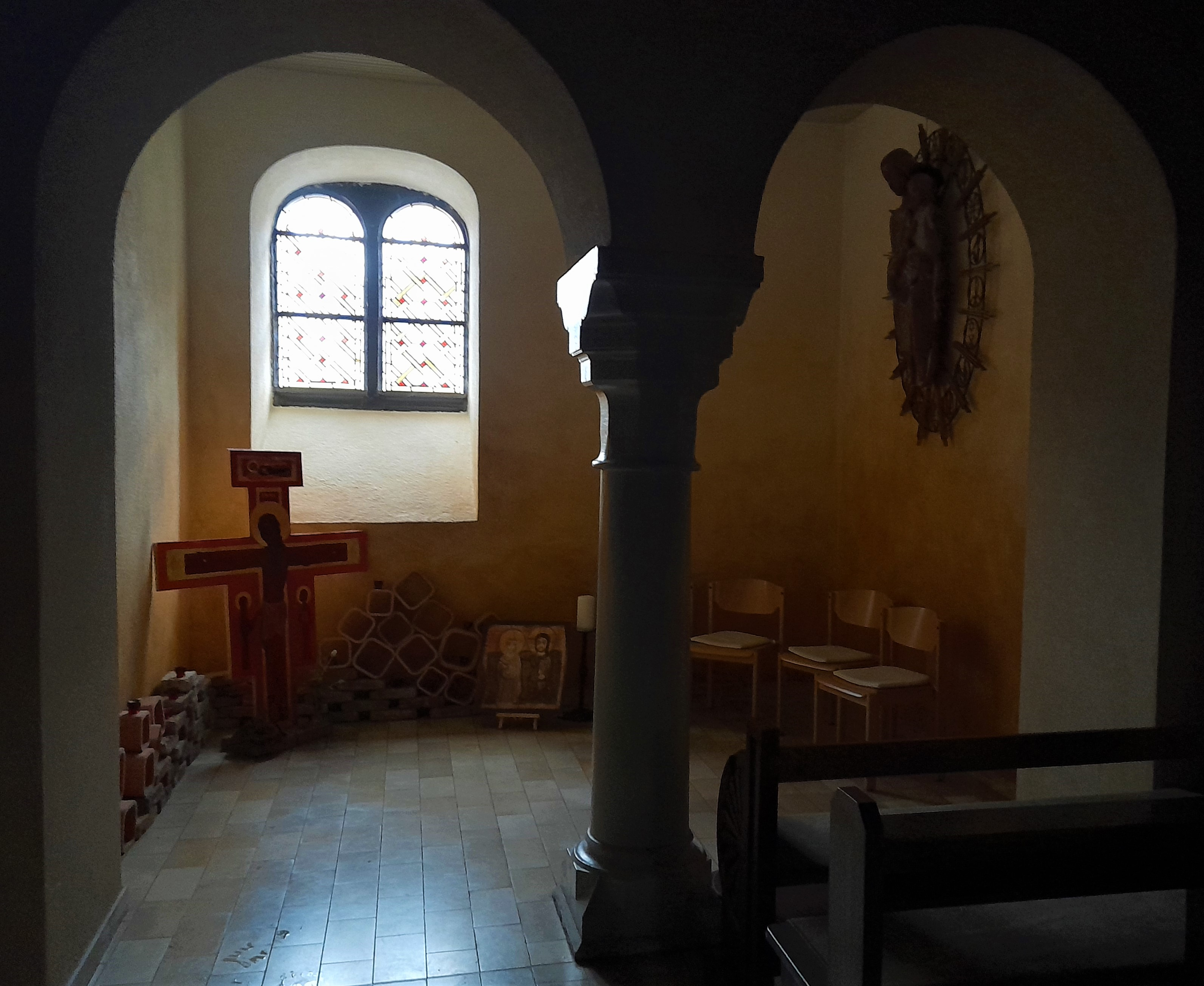
Die Rosenkranzkapelle unter der Orgelempore beherbergt die Rosenkranzmadonna.
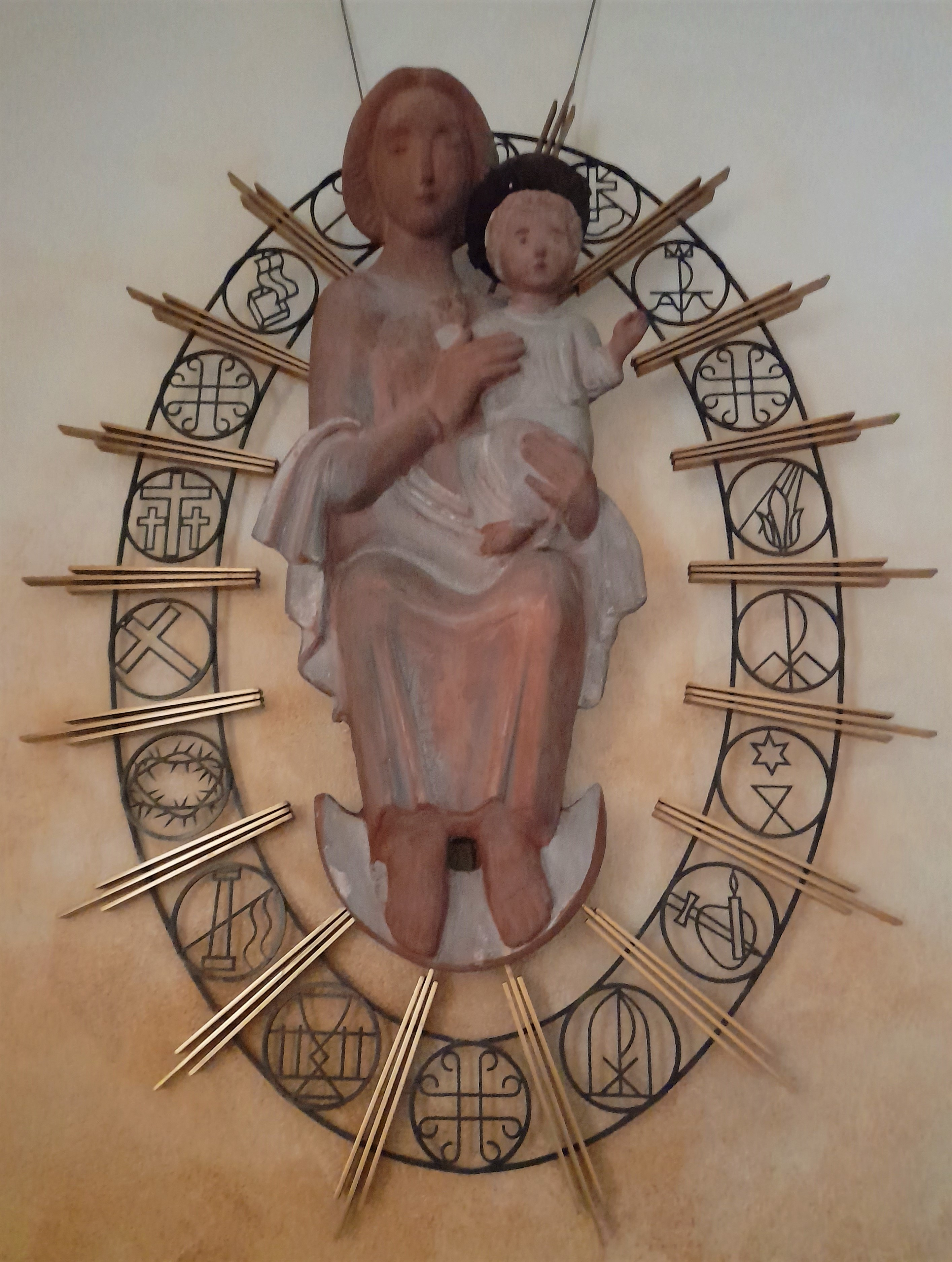
Die aus Ton gefertigte Rosenkranzmadonna wurde 1956 von Hans Wagner und Franz Weber geschaffen.
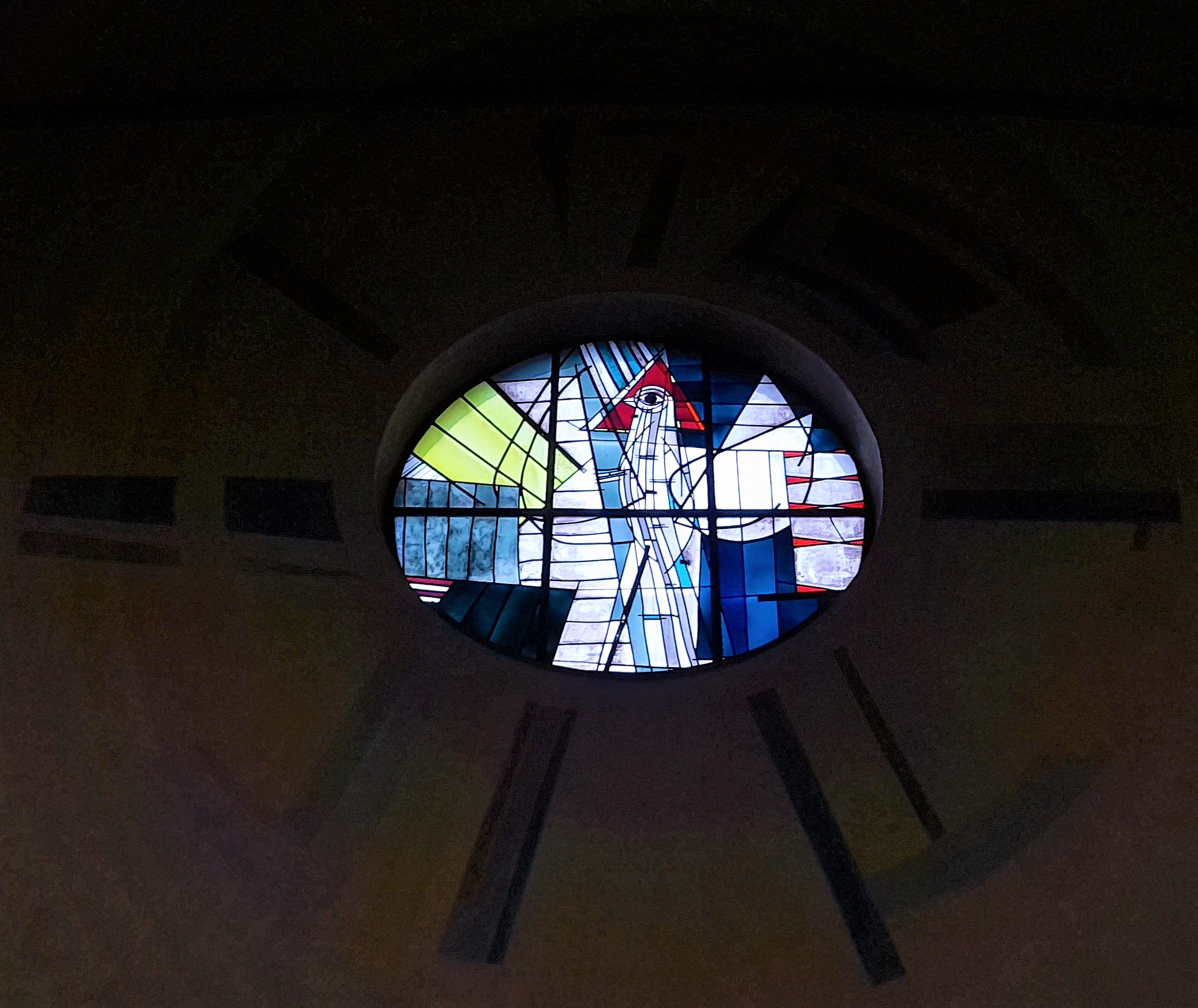
Das nordöstliche, von Alois Plum gestaltete Rundfenster zeigt den Heiligen Geist in Taubengestalt.
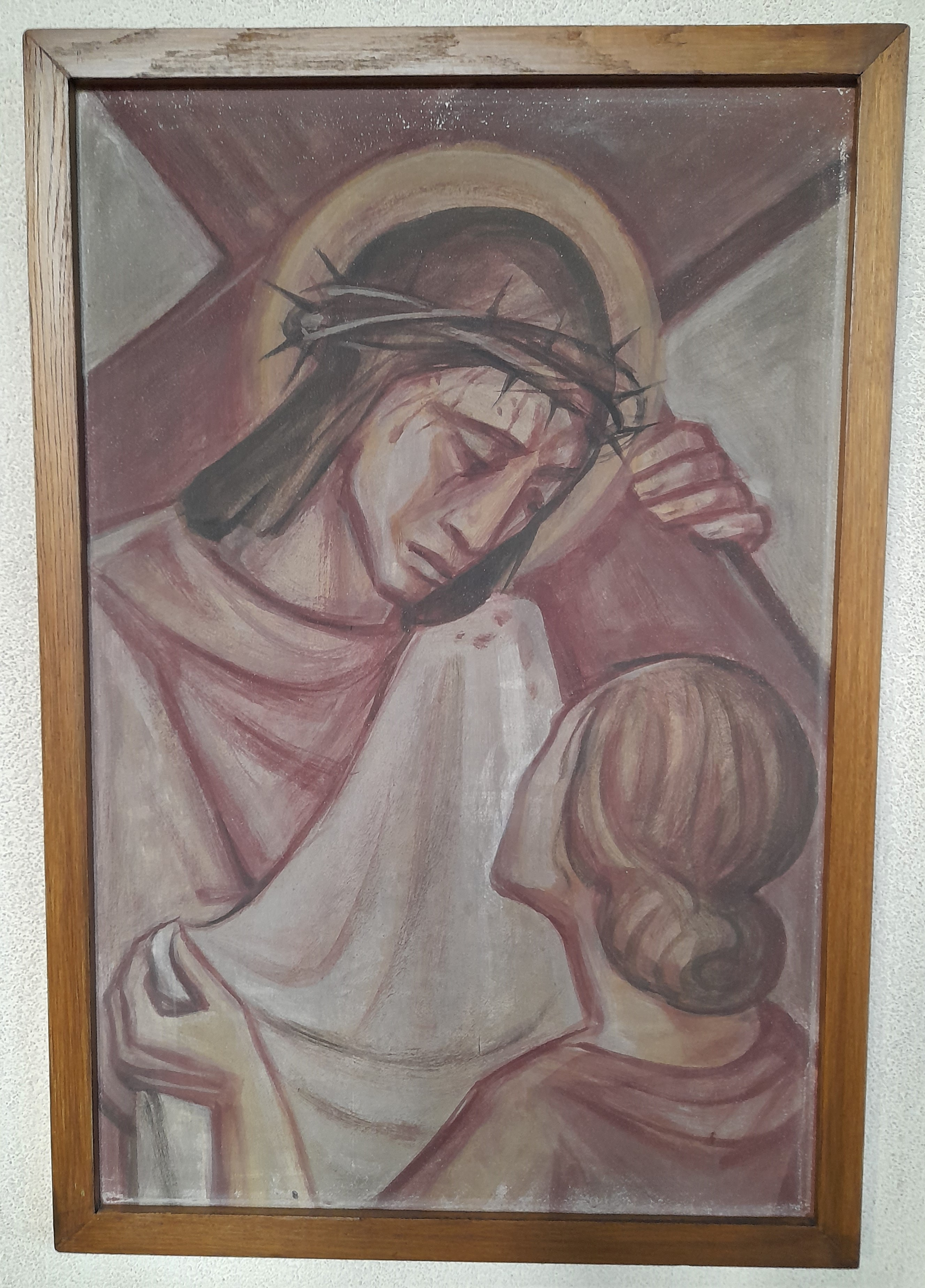
Exemplarisch hier gezeigt: Station VI des von Josef Plum gestalteten Kreuzwegs der Kirche.